# John Atta Mills
John Evans Fifii Atta Mills (21 tháng 7 năm 1944 – 24 tháng 7 năm 2012) là một chính trị gia Ghana, Tổng thống Ghana giai đoạn 2009–2012. Ông đã nhậm chức tổng thống vào ngày 07 Tháng 1 2009, đã đánh bại ứng cử viên đảng cầm quyền Nana Akufo-Addo trong cuộc bầu cử năm 2008. Ông là Phó tổng thống giai đoạn 1997–2001 dưới thời Tổng thống Jerry Rawlings, và thất bại trong các cuộc bầu cử tổng thống năm 2000 và 2004 dưới danh nghĩa ứng cử viên của Đại hội Dân chủ Quốc gia (NDC). Ông mất vào ngày 24 tháng 7 năm 2012 tại Bệnh viện Quân y 37 tại Accra. Ông là nguyên thủ quốc gia Ghana đầu tiên qua đời khi đương nhiệm.

## Tiểu sử
Ông sinh ra ở Tarkwa ngày 21 tháng 7 năm 1944 ở vùng Tây. Ông học tại trường Achimota, nơi ông tốt nghiệp vào năm 1963, và Đại học Ghana, Legon, nơi ông tốt nghiệp đại học luật trong năm 1967. 
Mills nghiên cứu tại Trường Kinh tế và Khoa học Chính trị London, và nhận bằng tiến sĩ luật tại Trường Nghiên cứu Phương Đông và châu Phi tại Đại học London. Sau khi hoàn thành luận án tiến sĩ của ông trong lĩnh vực thuế và phát triển kinh tế.
Ông chính thức làm giảng viên lần đầu tại Khoa Luật trường Đại học của Ghana. Ông đã dành gần 25 năm giảng dạy tại Legon và các tổ chức giáo dục đại học khác. Trong năm 1971, ông được chọn cho chương trình học bổng Fulbright tại Trường Luật Stanford ở Mỹ. Ông trở lại Ghana sau khi nhận được bằng tiến sĩ, làm việc tại trường cũ của mình, trường Đại học của Ghana, trong 25 năm.